# Bomaanslag in Sa'dah op 2 mei 2008
Op 2 mei 2008 vond bij de ingang van de Bin Salmanmoskee in de Jemenitische stad Sa'dah een bomaanslag plaats. Een bom ontplofte toen gelovigen na het vrijdaggebed de moskee verlieten. De moskee werd vaak door leden van de veiligheidsdiensten bezocht en was daarom waarschijnlijk een doelwit. Volgens de plaatselijke autoriteiten was de bom verstopt in een auto of een motorfiets.
Sa'dah is een bolwerk van sjiitische opstandelingen in Jemen, dat voor het overgrote deel soennitisch is. De spanningen tussen het regeringsleger en de rebellen waren in de weken voor de aanslag weer toegenomen. De dag voor de aanslag waren nog vier soldaten gedood door de organisatie "Gelovige Jeugd" in de omgeving van Sa'dah. Abdulmalik al-Houthi, de leider van de sjiitische opstand, ontkende echter de verantwoordelijkheid en veroordeelde de bomaanslag in een interview met Al Jazeera.